# 3. etape af Vuelta a España 2021
3. etape af Vuelta a España 2021 er en 203,0 km lang bjergetape, som køres den 16. august 2021 med start i Santo Domingo de Silos og mål i Espinosa de los Monteros.

## Resultater

### Etaperesultat
| \| Etaperesultat \| Etaperesultat \| Etaperesultat \| Etaperesultat \| Etaperesultat \| \| Rytter \| Rytter \| Hold \| Tid \| \| \| ------------- \| ------------------ \| ---------------------------------- \| ------------- \| ------------- \| \| 1. \| Rein Taaramäe \| Intermarché-Wanty-Gobert Matériaux \| 5t 16' 57" \| \| \| 2. \| Joe Dombrowski \| UAE Team Emirates \| + 21" \| \| \| 3. \| Kenny Elissonde \| Trek-Segafredo \| + 36" \| \| \| 4. \| Lilian Calmejane \| AG2R Citroën Team \| + 1' 16" \| \| \| 5. \| Enric Mas \| Movistar Team \| + 1' 45" \| \| \| 6. \| Miguel Ángel López \| Movistar Team \| + 1' 48" \| \| \| 7. \| Primož Roglič \| Jumbo-Visma \| + 1' 48" \| \| \| 8. \| Adam Yates \| Ineos Grenadiers \| + 1' 48" \| \| \| 9. \| Mikel Landa \| Bahrain Victorious \| + 1' 48" \| \| \| 10. \| Giulio Ciccone \| Trek-Segafredo \| + 1' 48" \| \| |                    |                                    |            |
| |                    |                                    |            |
| Kilde: ProCyclingStats |                    |                                    |            |
| Etaperesultat |                    |                                    |            |
| Rytter | Rytter             | Hold                               | Tid        |
| 1. | Rein Taaramäe      | Intermarché-Wanty-Gobert Matériaux | 5t 16' 57" |
| 2. | Joe Dombrowski     | UAE Team Emirates                  | + 21"      |
| 3. | Kenny Elissonde    | Trek-Segafredo                     | + 36"      |
| 4. | Lilian Calmejane   | AG2R Citroën Team                  | + 1' 16"   |
| 5. | Enric Mas          | Movistar Team                      | + 1' 45"   |
| 6. | Miguel Ángel López | Movistar Team                      | + 1' 48"   |
| 7. | Primož Roglič      | Jumbo-Visma                        | + 1' 48"   |
| 8. | Adam Yates         | Ineos Grenadiers                   | + 1' 48"   |
| 9. | Mikel Landa        | Bahrain Victorious                 | + 1' 48"   |
| 10. | Giulio Ciccone     | Trek-Segafredo                     | + 1' 48"   |

### Klassement efter etapen
| \| Samlede stilling \| Samlede stilling \| Samlede stilling \| Samlede stilling \| Samlede stilling \| \| Rytter \| Rytter \| Hold \| Tid \| \| \| ---------------- \| ------------------ \| ---------------------------------- \| ---------------- \| ---------------- \| \| 1. \| Rein Taaramäe \| Intermarché-Wanty-Gobert Matériaux \| 9t 25' 44" \| \| \| 2. \| Kenny Elissonde \| Trek-Segafredo \| + 25" \| \| \| 3. \| Primož Roglič \| Jumbo-Visma \| + 30" \| \| \| 4. \| Lilian Calmejane \| AG2R Citroën Team \| + 35" \| \| \| 5. \| Enric Mas \| Movistar Team \| + 45" \| \| \| 6. \| Miguel Ángel López \| Movistar Team \| + 51" \| \| \| 7. \| Alejandro Valverde \| Movistar Team \| + 57" \| \| \| 8. \| Giulio Ciccone \| Trek-Segafredo \| + 57" \| \| \| 9. \| Egan Bernal \| Ineos Grenadiers \| + 57" \| \| \| 10. \| Mikel Landa \| Bahrain Victorious \| + 1' 09" \| \| |                    |                                    |            |
| |                    |                                    |            |
| Kilde: ProCyclingStats |                    |                                    |            |
| Samlede stilling |                    |                                    |            |
| Rytter | Rytter             | Hold                               | Tid        |
| 1. | Rein Taaramäe      | Intermarché-Wanty-Gobert Matériaux | 9t 25' 44" |
| 2. | Kenny Elissonde    | Trek-Segafredo                     | + 25"      |
| 3. | Primož Roglič      | Jumbo-Visma                        | + 30"      |
| 4. | Lilian Calmejane   | AG2R Citroën Team                  | + 35"      |
| 5. | Enric Mas          | Movistar Team                      | + 45"      |
| 6. | Miguel Ángel López | Movistar Team                      | + 51"      |
| 7. | Alejandro Valverde | Movistar Team                      | + 57"      |
| 8. | Giulio Ciccone     | Trek-Segafredo                     | + 57"      |
| 9. | Egan Bernal        | Ineos Grenadiers                   | + 57"      |
| 10. | Mikel Landa        | Bahrain Victorious                 | + 1' 09"   |

| Pointkonkurrence | Pointkonkurrence | Pointkonkurrence                   | Pointkonkurrence | Pointkonkurrence |
| Rytter           | Rytter           | Hold                               | Point            |                  |
| ---------------- | ---------------- | ---------------------------------- | ---------------- | ---------------- |
| 1.               | Jasper Philipsen | Alpecin-Fenix                      | 50 point         |                  |
| 2.               | Fabio Jakobsen   | Deceuninck-Quick Step              | 50 point         |                  |
| 3.               | Alex Aranburu    | Astana-Premier Tech                | 50 point         |                  |
| 4.               | Rein Taaramäe    | Intermarché-Wanty-Gobert Matériaux | 33 point         |                  |
| 5.               | Lilian Calmejane | AG2R Citroën Team                  | 30 point         |                  |
| 6.               | Primož Roglič    | Jumbo-Visma                        | 29 point         |                  |
| 7.               | Michael Matthews | BikeExchange                       | 27 point         |                  |
| 8.               | Julen Amezqueta  | Caja Rural-Seguros RGA             | 20 point         |                  |
| 9.               | Sebastián Molano | UAE Team Emirates                  | 18 point         |                  |
| 10.              | Joe Dombrowski   | UAE Team Emirates                  | 17 point         |                  |

| Pointkonkurrence | Pointkonkurrence | Pointkonkurrence                   | Pointkonkurrence | Pointkonkurrence |
| Rytter           | Rytter           | Hold                               | Point            |                  |
| ---------------- | ---------------- | ---------------------------------- | ---------------- | ---------------- |
| 1.               | Jasper Philipsen | Alpecin-Fenix                      | 50 point         |                  |
| 2.               | Fabio Jakobsen   | Deceuninck-Quick Step              | 50 point         |                  |
| 3.               | Alex Aranburu    | Astana-Premier Tech                | 50 point         |                  |
| 4.               | Rein Taaramäe    | Intermarché-Wanty-Gobert Matériaux | 33 point         |                  |
| 5.               | Lilian Calmejane | AG2R Citroën Team                  | 30 point         |                  |
| 6.               | Primož Roglič    | Jumbo-Visma                        | 29 point         |                  |
| 7.               | Michael Matthews | BikeExchange                       | 27 point         |                  |
| 8.               | Julen Amezqueta  | Caja Rural-Seguros RGA             | 20 point         |                  |
| 9.               | Sebastián Molano | UAE Team Emirates                  | 18 point         |                  |
| 10.              | Joe Dombrowski   | UAE Team Emirates                  | 17 point         |                  |

| Bjergkonkurrence | Bjergkonkurrence   | Bjergkonkurrence                   | Bjergkonkurrence | Bjergkonkurrence |
| Rytter           | Rytter             | Hold                               | Point            |                  |
| ---------------- | ------------------ | ---------------------------------- | ---------------- | ---------------- |
| 1.               | Rein Taaramäe      | Intermarché-Wanty-Gobert Matériaux | 10 point         |                  |
| 2.               | Kenny Elissonde    | Trek-Segafredo                     | 7 point          |                  |
| 3.               | Joe Dombrowski     | UAE Team Emirates                  | 6 point          |                  |
| 4.               | Tobias Bayer       | Alpecin-Fenix                      | 5 point          |                  |
| 5.               | Sepp Kuss          | Jumbo-Visma                        | 3 point          |                  |
| 6.               | Lilian Calmejane   | AG2R Citroën Team                  | 3 point          |                  |
| 7.               | Antonio Jesús Soto | Euskaltel-Euskadi                  | 3 point          |                  |
| 8.               | Sep Vanmarcke      | Israel Start-Up Nation             | 2 point          |                  |
| 9.               | Enric Mas          | Movistar Team                      | 1 point          |                  |
| 10.              | Rui Oliveira       | UAE Team Emirates                  | 1 point          |                  |

| Bjergkonkurrence | Bjergkonkurrence   | Bjergkonkurrence                   | Bjergkonkurrence | Bjergkonkurrence |
| Rytter           | Rytter             | Hold                               | Point            |                  |
| ---------------- | ------------------ | ---------------------------------- | ---------------- | ---------------- |
| 1.               | Rein Taaramäe      | Intermarché-Wanty-Gobert Matériaux | 10 point         |                  |
| 2.               | Kenny Elissonde    | Trek-Segafredo                     | 7 point          |                  |
| 3.               | Joe Dombrowski     | UAE Team Emirates                  | 6 point          |                  |
| 4.               | Tobias Bayer       | Alpecin-Fenix                      | 5 point          |                  |
| 5.               | Sepp Kuss          | Jumbo-Visma                        | 3 point          |                  |
| 6.               | Lilian Calmejane   | AG2R Citroën Team                  | 3 point          |                  |
| 7.               | Antonio Jesús Soto | Euskaltel-Euskadi                  | 3 point          |                  |
| 8.               | Sep Vanmarcke      | Israel Start-Up Nation             | 2 point          |                  |
| 9.               | Enric Mas          | Movistar Team                      | 1 point          |                  |
| 10.              | Rui Oliveira       | UAE Team Emirates                  | 1 point          |                  |

| Ungdomskonkurrence | Ungdomskonkurrence       | Ungdomskonkurrence     | Ungdomskonkurrence | Ungdomskonkurrence |
| Rytter             | Rytter                   | Hold                   | Tid                |                    |
| ------------------ | ------------------------ | ---------------------- | ------------------ | ------------------ |
| 1.                 | Egan Bernal              | Ineos Grenadiers       | 9t 26' 41"         |                    |
| 2.                 | Gino Mäder               | Bahrain Victorious     | + 13"              |                    |
| 3.                 | Aleksandr Vlasov         | Astana-Premier Tech    | + 16"              |                    |
| 4.                 | Rémy Rochas              | Cofidis                | + 54"              |                    |
| 5.                 | Mauri Vansevenant        | Deceuninck-Quick Step  | + 55"              |                    |
| 6.                 | Juan Pedro López         | Trek-Segafredo         | + 59"              |                    |
| 7.                 | Simon Carr               | EF Education-Nippo     | + 1' 02"           |                    |
| 8.                 | Tobias Bayer             | Alpecin-Fenix          | + 1' 12"           |                    |
| 9.                 | Mark Padun               | Bahrain Victorious     | + 1' 13"           |                    |
| 10.                | Jefferson Alveiro Cepeda | Caja Rural-Seguros RGA | + 1' 41"           |                    |

| Ungdomskonkurrence | Ungdomskonkurrence       | Ungdomskonkurrence     | Ungdomskonkurrence | Ungdomskonkurrence |
| Rytter             | Rytter                   | Hold                   | Tid                |                    |
| ------------------ | ------------------------ | ---------------------- | ------------------ | ------------------ |
| 1.                 | Egan Bernal              | Ineos Grenadiers       | 9t 26' 41"         |                    |
| 2.                 | Gino Mäder               | Bahrain Victorious     | + 13"              |                    |
| 3.                 | Aleksandr Vlasov         | Astana-Premier Tech    | + 16"              |                    |
| 4.                 | Rémy Rochas              | Cofidis                | + 54"              |                    |
| 5.                 | Mauri Vansevenant        | Deceuninck-Quick Step  | + 55"              |                    |
| 6.                 | Juan Pedro López         | Trek-Segafredo         | + 59"              |                    |
| 7.                 | Simon Carr               | EF Education-Nippo     | + 1' 02"           |                    |
| 8.                 | Tobias Bayer             | Alpecin-Fenix          | + 1' 12"           |                    |
| 9.                 | Mark Padun               | Bahrain Victorious     | + 1' 13"           |                    |
| 10.                | Jefferson Alveiro Cepeda | Caja Rural-Seguros RGA | + 1' 41"           |                    |

| Holdkonkurrence | Holdkonkurrence                    | Holdkonkurrence | Holdkonkurrence |
| Hold            | Hold                               | Tid             |                 |
| --------------- | ---------------------------------- | --------------- | --------------- |
| 1.              | UAE Team Emirates                  | 28t 19' 20"     |                 |
| 2.              | Movistar Team                      | + 22"           |                 |
| 3.              | Bahrain Victorious                 | + 50"           |                 |
| 4.              | Trek-Segafredo                     | + 1' 14"        |                 |
| 5.              | Ineos Grenadiers                   | + 1' 15"        |                 |
| 6.              | Intermarché-Wanty-Gobert Matériaux | + 2' 26"        |                 |
| 7.              | AG2R Citroën Team                  | + 2' 33"        |                 |
| 8.              | Team DSM                           | + 2' 52"        |                 |
| 9.              | EF Education-Nippo                 | + 3' 35"        |                 |
| 10.             | Jumbo-Visma                        | + 3' 49"        |                 |

| Holdkonkurrence | Holdkonkurrence                    | Holdkonkurrence | Holdkonkurrence |
| Hold            | Hold                               | Tid             |                 |
| --------------- | ---------------------------------- | --------------- | --------------- |
| 1.              | UAE Team Emirates                  | 28t 19' 20"     |                 |
| 2.              | Movistar Team                      | + 22"           |                 |
| 3.              | Bahrain Victorious                 | + 50"           |                 |
| 4.              | Trek-Segafredo                     | + 1' 14"        |                 |
| 5.              | Ineos Grenadiers                   | + 1' 15"        |                 |
| 6.              | Intermarché-Wanty-Gobert Matériaux | + 2' 26"        |                 |
| 7.              | AG2R Citroën Team                  | + 2' 33"        |                 |
| 8.              | Team DSM                           | + 2' 52"        |                 |
| 9.              | EF Education-Nippo                 | + 3' 35"        |                 |
| 10.             | Jumbo-Visma                        | + 3' 49"        |                 |